# Quelleturm

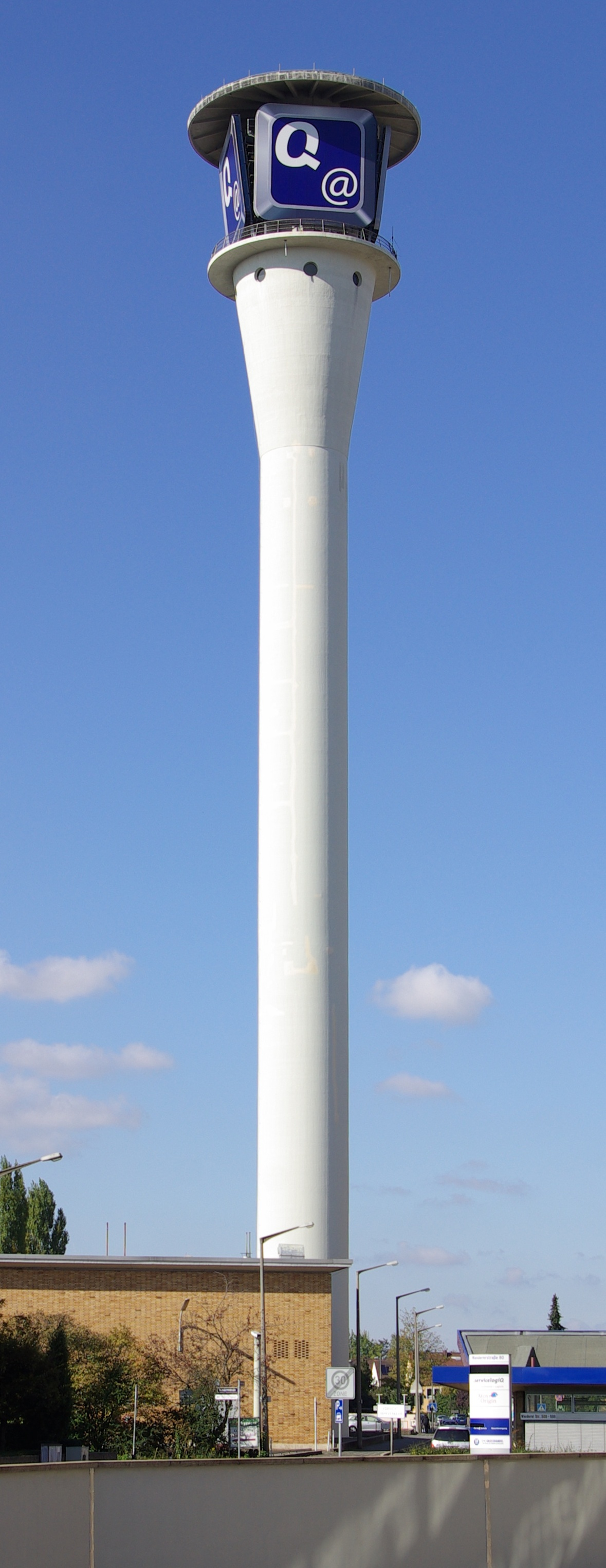
Quelleturm, 2011

Der Quelleturm ist ein nach Planung von Ernst Neufert 1964 erbauter, aus einem Schornstein hervorgegangener 90 Meter hoher Werbeturm in Nürnberg. Der Turm wurde im Frühjahr 2006 als Teil des Ensembles Wandererstraße 89 in die Denkmalliste der Stadt Nürnberg aufgenommen.
Im Turminneren befinden sich zwei Ziegelsteinkamine – früher waren es drei – und ein Aufzug. Seit einer Umstellung auf Fernwärme um das Jahr 2000 dient der Turm nur noch Werbezwecken.
Die aus vier großen aufgespannten Planen mit dem Quelle-Firmenlogo bestehende Leuchtreklame wurde 2002 erneuert und führte zu Beschwerden der Anwohner wegen Lichtbelästigung, da die erneuerte Anlage mit ihren vier je 8 m × 8 m großen Paneele und einer Leistung von 13 kW je Plane deutlich heller war als zuvor. Daher sind die Planen heute nicht mehr beleuchtet.